# Віндалу

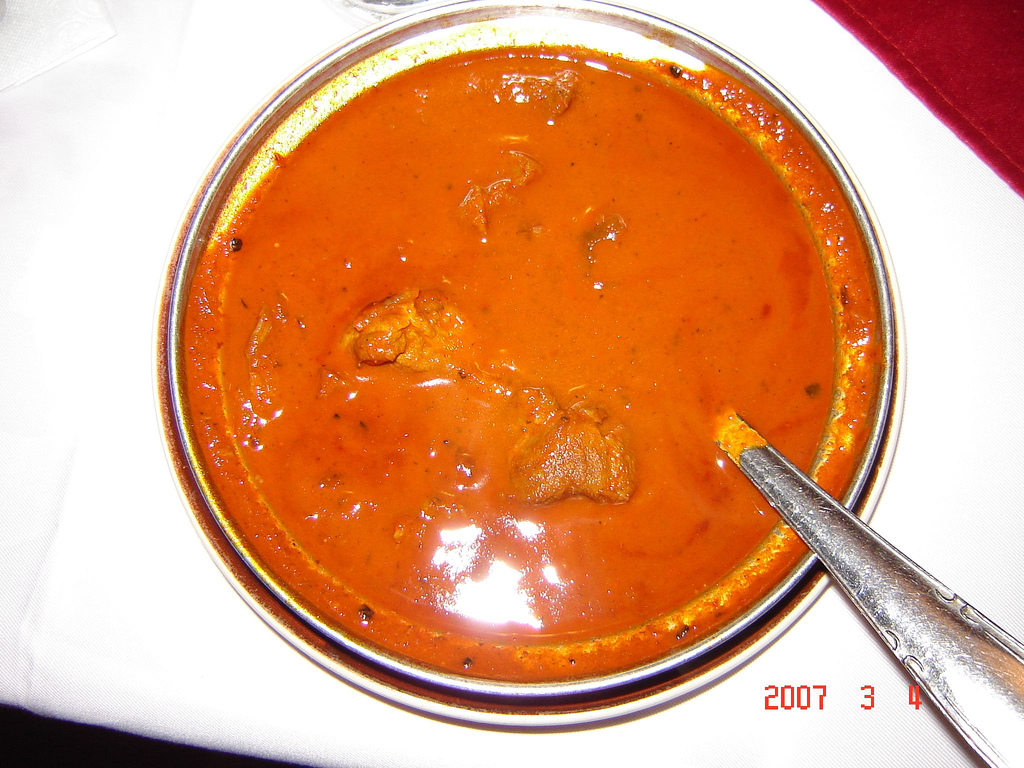
Яловиче віндалу

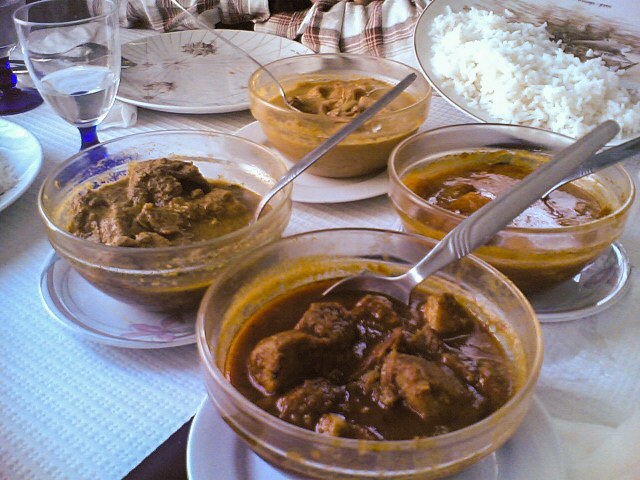
Віндалу

Віндалу — популярна індійська страва, завезена в Гоа португальськими моряками.
Назва віндалу походить від португальського vinho de alho (часникове вино). Історія страви тісно пов'язана з індійською провінцією Гоа, куди подорожували португальські моряки. Таким чином, традиційно маринована в оцеті свинина (в Португалії поширений саме винний оцет), протушкувана з часником, потрапила в Індію, де до неї додали безліч традиційних індійських спецій (таких як кумін, кориця, гірчичне насіння, каєнський перець, червоний перець і плоди тамаринду), але зберегла деякі риси португальської кухні (винний або яблучний оцет, обсмажені в олії цибулю, часник).
Традиційний рецепт вважає наявність таких обов'язкових компонентів: свинина, оцет та часник, а також суміш гострих приправ (гарам масала та/або каррі), проте існує безліч варіацій, починаючи від заміни свинини іншими видами м'яса (або навіть декількома) і закінчуючи легкими негострими вегетаріанськими різновидами віндалу.
Страва набула широкої популярності у Британії, де вона, як правило, вважається найбільш гострою серед усіх каррі, що суперечить споконвічним традиціям кухні Гоа, не дуже гострої в порівнянні з іншими кухнями Індії.

## Цікаві факти
- У назві страви існує певна суперечність, так як «алу» на хінді означає «картопля», в той час як в класичний рецепт віндалу картопля не входить.
- Британський гурт Fat Les написав пародію на англійські футбольні гімни, обігруючи карикатурних англійських футбольних фанатів, безмірно вживають пиво і каррі, і будують все своє життя навколо футболу. Назва пісні — Vindaloo (англізований варіант). Незважаючи на те, що це пародія, пісня стала неофіційним гімном чемпіонату світу з футболу 1998-го року. Кліп пісні на youtube [Архівовано 29 квітня 2022 у Wayback Machine.]